# Элефантозавр
Элефантозавр (лат. Elephantosaurus jachimovitschi) — вид гигантских дицинодонтов из клады Kannemeyeriiformes, единственный в роде Elephantosaurus. Ископаемые остатки происходят из местонахождения Колтаево-3 в Куюргазинском районе Башкирии, относящегося букобайскому горизонту (ладинский ярус, средний триас).

## Описание
Известен по обломку крыши черепа, голотипу ПИН, №525/25, состоящему из фрагмента лобной кости и левой предлобной кости, а также по сильно изношенным бивням. Ширина межорбитальной области черепа элефантозавра оценивается в 20 см, что говорит о довольно больших для дицинодонта размерах тела. У некоторых экземпляров дицинодонтов Sinokannemeyeria и Stahleckeria ширина межорбитальной области превышает 20 см. Из-за неполноты материала затруднительно дать точную оценку длины тела элефантозавра, но, по всей видимости, он не был больше шталекерии (достигала около 3 м в длину). 

## Систематика
Часто рассматривается как представитель семейства шталекериид (Stahleckeriidae), прежде всего, из-за своих больших размеров. Тем не менее, в черепе элефантозавра лобная кость принимает существенное участие в формировании дорсального края глазницы, что не характерно для шталекериид.